# Helophorus strandi
Helophorus strandi är en skalbaggsart som beskrevs av Angus 1970. Helophorus strandi ingår i släktet Helophorus, och familjen halsrandbaggar. Arten är reproducerande i Sverige.